# Nordschleife
Die Nordschleife ist der 1927 eröffnete und älteste Teil der Rennstrecke Nürburgring in der Eifel. Volkstümlich wird sie oft „Der Ring“ oder „Die grüne Hölle“ (diesen Namen verdankt sie Jackie Stewart) genannt.

## Geschichte

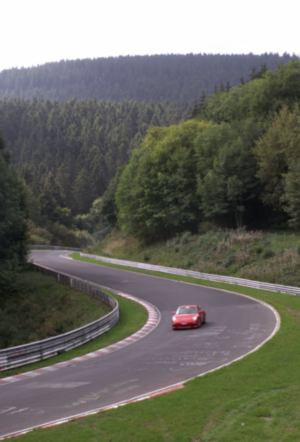
Von der „Fuchsröhre“ zum „Adenauer Forst“

Seit dem Jahr 1922 wurde auf öffentlichen Straßen in der Eifel das Eifelrennen veranstaltet. Die Durchquerung von Ortschaften im Renntempo war jedoch sehr gefährlich und führte zum Bau einer permanenten Strecke.
1925 begannen die Bauarbeiten an einer Ersten Gebirgs-, Renn- und Prüfungsstrecke in der strukturschwachen Region. Nachdem bis zu 3000 Arbeiter das Werk vollendet hatten, wurde die Nordschleife zusammen mit der Start-und-Ziel-Schleife und der Südschleife am 18. Juni 1927 eröffnet. Die Baukosten betrugen ca. 8.100.000 RM (entspricht 2025 ca. 36.000.000 Euro). Rudolf Caracciola gewann das erste Autorennen auf einem Kompressor-Mercedes. Am 3. Juli 1927 fand erstmals der Große Preis von Deutschland für Motorräder auf der Nordschleife statt. Das Rennen war gleichzeitig der Europameisterschaftslauf der Saison 1927 und kürte in sechs Klassen die Europameister, darunter auch die Deutschen Willi Henkelmann (DKW), Josef Stelzer (BMW) und Josef Giggenbach (Bayerland-J.A.P.). Bis einschließlich 1931 wurde der Motorrad-Grand-Prix von Deutschland auf der Nordschleife ausgetragen.
Erst im Jahr 1932 wurden Zäune am Rand der bisher ungesicherten Piste errichtet. Beim Eifelrennen im Jahr 1934 wurde hier der Begriff Silberpfeil geprägt, unter dem die Rennwagen von Mercedes seither starteten. Ein Zuschauerrekord jagte den anderen, bis Rudolf Caracciola den letzten Grand Prix vor dem Zweiten Weltkrieg gewann. Während des Krieges ruhte das Renngeschehen. Erst 1947 wurde die Rennstrecke wiedereröffnet.
Mercedes kehrte Mitte der 1950er Jahre nur kurz in den Rennsport und auf den Nürburgring zurück. Spitzenfahrer dieser Zeit war Juan Manuel Fangio.
Im Programmheft zum Grand Prix auf dem Nürburgring 1961 hieß es: „Mit Recht verdient in diesem Jahre der ‚Große Preis von Europa‘ die Bezeichnung: das größte Rennen auf dem längsten und schwierigsten Kurs der Welt.“ Schwierig war gleichzusetzen mit gefährlich; denn schwere, oft tödliche Unfälle auf der Nordschleife waren keine Seltenheit.
1964 verunglückten der Engländer Brian Hetreed (Aston Martin DB4) und der Frankfurter Rudolf Wilhelm Moser (Porsche 904) im Training zum 1000-km-Rennen tödlich; der Sizilianer Vincenzo Arena, dessen AC Cobra in zwei Bäume einschlug, überlebte mit mehreren Knochenbrüchen. Beim 1000-km-Rennen 1965 kam der Luxemburger Honoré Wagner zu Tode, als sein Alfa Romeo einen Steilhang hinunterstürzte. Beim 1000-km-Rennen 1970 verbrannte der 25-jährige Finne Hans Laine in seinem Wagen, nachdem er während des Trainings im Abschnitt Antoniusbuche von der Strecke abgekommen war.
Im Sommer 1970 wurde die Nordschleife als Grand-Prix-Strecke von den Formel-1-Fahrern kurzfristig boykottiert, nachdem sich auf anderen Strecken schwere Unfälle ereignet hatten. Für Umbaumaßnahmen (Seitenstreifen, Leitplanken, weniger Sprungkuppen und erstmals Einbau von Curbs) wurden bis 1971 ca. 17.000.000 DM (entspricht 2025 ca. 35.000.000 Euro) investiert, und die Formel 1 kehrte wieder zurück.
Beim Eifelrennen 1974, bei dem abwechselnd Rennen von Autos und Motorrädern stattfanden, kam es zum Boykott der Motorrad-Spitzenfahrer. Grund waren Kompromisse bei der Streckensicherung, die auf den Mischbetrieb ausgelegt waren. Die damals als Aufprallschutz für Motorradfahrer verwendeten Strohballen stellten eine Feuergefahr für Autos dar.
Das Aus als Formel-1-Strecke war mit dem Auslaufen zweier Dreijahresverträge bereits abzusehen und stand endgültig fest, als Formel-1-Weltmeister Niki Lauda am 1. August 1976 schwer verunglückte. 1980 fand der letzte Motorrad-Grand-Prix auf der Nordschleife statt. Andere Rennserien wie die Formel 2, die Deutsche Rennsport-Meisterschaft und die Sportwagen fuhren weiterhin übergangsweise dort, im Jahre 1983 auch auf einer auf 20,8 km verkürzten Strecke mit provisorischen Boxen, da im Bereich der bisherigen Start-Ziel-Schleife Bauarbeiten im Gange waren.
1981 kam der Schweizer Herbert Müller während des 1000-km-Rennens zu Tode, nachdem er im Bereich Klostertal auf nasser Fahrbahn die Kontrolle über seinen Porsche 908 verloren hatte und auf einen am Streckenrand abgestellten Wagen prallte. Das Rennen wurde daraufhin nach 17 Runden (388,2 km) abgebrochen.
Seit der Eröffnung der modernen Grand-Prix-Rennstrecke 1984 fahren die internationalen Profi-Rennserien nur noch dort, die nationalen Serien größtenteils auch. Die Tourenwagen-Serien und insbesondere die Breitensportveranstaltungen für Amateure bevorzugen weiterhin die abwechslungsreiche Nordschleife.
Am 28. April 2007 fuhr der Formel-1-Fahrer Nick Heidfeld drei Demonstrationsrunden im BMW Sauber F1 von 2006. Bedingt durch Verzögerungen für Werbeaufnahmen in den drei Runden, relativ haftungsarme Demonstrationsreifen von Bridgestone, kurze Übersetzung und eine maximal hochgelegte Karosserie erzielte Heidfeld eine von BMW angegebene beste Rundenzeit von 8:34 Minuten. Er war damit etwa 20 Sekunden langsamer als die schnellsten Fahrzeuge der Langstreckenmeisterschaft. Es war nach über 30 Jahren das erste Mal, dass ein aktueller Formel-1-Wagen die Nordschleife befuhr.
Bei einem VLN-Lauf am 29. März 2015 hob der Nissan GT-R Nismo GT3 des Briten Jann Mardenborough im Streckenabschnitt Quiddelbacher Höhe ohne Fremdeinwirkung vorne ab, segelte aufrecht in der Luft stehend und wurde beim Aufprall auf den Reifenstapel mit mehreren Überschlägen über den Fangzaun katapultiert. Dabei kam ein Zuschauer am Flugplatz ums Leben und zwei weitere wurden verletzt. Mardenborough selbst überstand den Unfall unverletzt. Als Sofortmaßnahme wurde vom DMSB für einzelne Streckenabschnitte ein Tempolimit beschlossen. In den Abschnitten Hocheichen/Quiddelbacher Höhe betrug die zulässige Höchstgeschwindigkeit 200 km/h, in den Bereichen Schwedenkreuz und Döttinger Höhe/Antoniusbuche 250 km/h. Dies galt jedoch nur für DMSB-Veranstaltungen, andere Serien wie die Tourenwagen-Weltmeisterschaft waren hiervon nicht betroffen. Nach Umbauten in der Wintersaison 2015/16 erteilten die FIA und der DMSB der Strecke wieder eine Zulassung ohne Tempolimits.
Bisher sind auf dem Nürburgring bei Motorsportveranstaltungen und Touristenfahrten insgesamt mehr als 140 Menschen tödlich verunglückt.

## Streckenverlauf
Heute ist die Nordschleifenrunde 20,832 km lang, hat offiziell 73 Kurven (je nach Zählweise sind es mitunter noch mehr) und weist Steigungen von bis zu 18 % (Anstieg zwischen Caracciola-Karussell und Hohe Acht) und bis zu 11 % Gefälle (Fuchsröhre) auf. Sie ist die längste permanente Rennstrecke der Welt. Hier nicht berücksichtigt ist der ehemalige Streckenabschnitt Steilstrecke mit 27 % Steigung, der zwar noch existiert, jedoch seit Jahrzehnten nicht mehr benutzt wird.
Die höchsten Punkte sind bei der Tribüne T13 (km 0) in Nürburg und im Streckenabschnitt Hohe Acht, der niedrigste Punkt in Breidscheid. Dazwischen liegen rund 290 m Höhenunterschied, was nicht nur Lenker schwach motorisierter Kraftfahrzeuge merken, sondern insbesondere die Radfahrer und Läufer bei der Veranstaltung Rad & Run am Ring.

Streckenverlauf 1927–1966
Streckenverlauf 1967–1982 mit neuer Schikane Hohenrain
Streckenverlauf 1983–1984 während des Neubaus der Grand-Prix-Strecke
Streckenverlauf seit 2002

### Streckenbeschreibung
| km a1  | Streckenteile/-standorte   | Namensherkunft | Weitere Informationen | Bild |
| ------ | -------------------------- | --- | --- | ---- |
| 0,000  | T13                        | Dieser Abschnitt ist nach der Tribüne T13 benannt. | In diesem Abschnitt bzw. direkt vor der Tribüne T13 befindet sich bei reinen Nordschleifen-Veranstaltungen Start und Ziel. In Tribüne T13 ist eine kleine Boxengasse mit Rennleitung, Zeitnahme und Streckensicherung. Bis 1998 war hier auch eine Zufahrt für die Touristenfahrten.  |      |
|        | Sabine-Schmitz-Kurve       | Benannt nach der im März 2021 verstorbenen Rennfahrerin Sabine Schmitz. | |      |
| 0,695  | Hatzenbach                 | Neben der Strecke verläuft hier der gleichnamige Bach. | |      |
| 1,265  | Hocheichen                 | Für den Bau der Strecke wurden hier viele hohe Eichen gefällt. | |      |
| 1,950  | Quiddelbacher Höhe         | Dieser Abschnitt liegt auf einer Anhöhe oberhalb der Ortschaft Quiddelbach. | Nach einem schweren Rennunfall 2015, bei dem ein Zuschauer ums Leben kam, galt in diesem Bereich bis zum Umbau in der folgenden Winterpause ein Tempolimit von 200 km/h. |      |
| 2,196  | Flugplatz                  | Auf der linken Seite befand sich in den 1930er Jahren ein Segelfluggelände. | Auf der Anhöhe am Ende des Abschnitts Flugplatz befand sich früher für Zuschauer die „Dunlop-Brücke“. |      |
| 2,990  | Schwedenkreuz              | Rechts von der Strecke steht ein Steinkreuz aus dem Dreißigjährigen Krieg. 1638 wurde hier der Bürgermeister von Kelberg Hans Friedrich Datenberg von schwedischen Soldaten beraubt und erschlagen. Heute ist das 2,90 m große Steinkreuz mit Eisen verstärkt, nachdem es 1895 zu Bruch gegangen war. | |      |
| 3,345  | Aremberg                   | Der Aremberg liegt ca. 10 km nordwestlich dieses Abschnittes, er konnte in den 1930er Jahren von hier aus gesehen werden. | Die enge Rechtskurve im Bereich Aremberg ist einer der wenigen Bereiche der Nordschleife, der mit einem Kiesbett ausgestattet ist. |      |
|        | Postbrücke                 | Hier führt die ehemalige Poststraße zwischen Adenau und Quiddelbach mit einer Brücke über den Nürburgring. | |      |
| 4,445  | Fuchsröhre                 | Während der Bauarbeiten versteckte sich hier ein Fuchs in einer Drainagenröhre, und die Bauarbeiter gaben dem Abschnitt diesen Namen. | |      |
|        | Kompression                | Die tiefste Stelle der Senke (in der Fuchsröhre) wird auch als Kompression bezeichnet. | |      |
| 5,095  | Adenauer Forst             | Die Rennstrecke führt hier durch den Forst der Gemeinde Adenau. | |      |
| 5,745  | Metzgesfeld                | Der Name leitet sich aus der auch heute im Grundbuch eingetragenen Flurbezeichnung ab. Die Flurbezeichnung ist wiederum eine Ableitung des ehemaligen Eigentümernamens Mertges. | |      |
| 6,345  | Kallenhard                 | Der Kallenhard ist eine 471 m hohe Erhebung, um die der Streckenabschnitt herumführt. Hard, bzw. Hardt, steht für Bergwald oder einen bewaldeten Hang. | |      |
| 7,195  | Wehrseifen                 | Seifen ist eine Bezeichnung aus dem Mittelniederdeutschen für ein Bachtal. Der Wehrseifen war im Mittelalter die Grenze zwischen den Herrschaftsbereichen Adenau und Breidscheid. | Die enge Linkskurve ist der langsamste Bereich auf der Nordschleife. |      |
| 7,925  | Ausfahrt Breidscheid       | Benannt nach Breidscheid, einem Stadtteil von Adenau. | Die Ausfahrt Breidscheid ist der tiefste Punkt der Nordschleife. |      |
| 8,130  | Ex-Mühle                   | Am Exbach, außerhalb von Adenau, stand während der Bauphase noch eine Mühle. An dieser Strecke sollten nach einer frühen Planung die Start- und Zielanlage entstehen, aber der Mühlenbesitzer stellte im Rahmen des Grunderwerbes die notwendigen Grundstücke nicht zur Verfügung.                    | |      |
| 9,280  | Bergwerk                   | Hier wurde in einem Bergwerk bis ca. 1900 Blei und Silber gefördert. | |      |
| 10,440 | Kesselchen                 | Der Name bezieht sich auf die Form des Talkessels. | Die Linkskurve am Ende der langen Bergaufpassage am Kesselchen wird auch Mutkurve genannt. |      |
| 11,179 | Klostertal                 | Im 14. Jahrhundert gab es hier ein Johanniter-Kloster. | |      |
| 11,460 | Steilstrecke               | Die Steilstrecke der Nordschleife, die geradeaus durch den Wald führt und das Caracciola-Karussell abkürzt, wurde ursprünglich für Automobiltests gebaut. Die Strecke hat bis zu 27 % Steigung. | |      |
| 12,040 | Caracciola-Karussell       | 2001 wurde das Karussell zum 100. Geburtstag von Rennfahrer Rudolf Caracciola umbenannt. | Das Karussell ist eine der letzten im europäischen Rundstrecken-Motorsport genutzten Steilkurven. Die Betonplatten im inneren Teil sind gut 30° überhöht, der äußere Teil ist flacher und asphaltiert.                                                                                |      |
| 13,388 | Hohe Acht                  | Der Streckenabschnitt ist nach dem 1400 m entfernten gleichnamigen Berg benannt. Mit 747 m ist er der höchste Punkt der Eifel. | |      |
|        | Hedwigshöhe                | Die Höhe ist nach der Ehefrau des Landrats Otto Creutz, dem geistigen Vater des Nürburgrings, benannt. Hedwig Creutz soll hier die Aussicht genossen haben, während ihr Mann auf der Baustelle war.                                                                                                   | |      |
| 13,740 | Wippermann                 | Der Streckenabschnitt war früher durch lange Bodenwellen geprägt. | Die Bodenwellen wurden in den 1970er Jahren entschärft. |      |
| 14,015 | Eschbach                   | Namensgeber sind ein gleichnamiger Bach und der Ort Herresbach-Eschbach. | |      |
| 14,179 | Brünnchen                  | Ein Quellgebiet für die Gemeinde Herschbroich. | |      |
|        | Eiskurve                   | Bei schlechter Witterung gilt diese Kurve als besonders rutschig. | |      |
| 15,355 | Pflanzgarten               | Hier befanden sich im Mittelalter die Gärten der Grafen von Nürburg. | |      |
|        | Sprunghügel                | Am Sprunghügel am Pflanzgarten verlieren zum Teil auch die Reifen moderner Rennwagen den Kontakt zur Fahrbahn. | |      |
|        | Stefan-Bellof-S            | Am 10. August 2013 wurde der Pflanzgarten II in Stefan-Bellof-S, zum 30. Jahrestag seines Rundenrekords, umbenannt. | |      |
| 16,935 | Schwalbenschwanz           | Auf den Planungskarten sah die Strecke aus wie das Ende eines Schwalbenschwanzes. | |      |
|        | kleines Karussell          | Wie das Caracciola-Karussell ist auch das kleine Karussell innen mit Betonplatten ausgelegt. Der Kurvenradius und die Überhöhung sind jedoch deutlich geringer. | |      |
| 16,887 | Galgenkopf                 | Der Name wurde ebenfalls vom Flurnamen übernommen, hier befanden sich die ehemalige Richtstätte und der Galgen der Grafen von Nürburg. | |      |
| 17,260 | Döttinger Höhe             | Die lange Gerade auf der Höhe ist nach der nahegelegenen Gemeinde Döttingen benannt. | Nördlich der Strecke verläuft nahezu parallel hierzu die L 93, südlich die B 258. |      |
|        | neue Einfahrt Nordschleife | 1998 wurde die neue Zufahrt an der Döttinger Höhe eröffnet. | Gegen eine Gebühr kann von hier aus die Nordschleife mit dem Privatwagen befahren werden und muss auch hier wieder verlassen werden. |      |
| 19,456 | Antoniusbuche              | Bis 1935 stand auf der linken Seite unter einer Buche ein dem heiligen Antonius geweihter Altar. Der Altar und die Buche mussten 1935 der Bundesstraße 258 weichen. | |      |
| 19,788 | Tiergarten                 | In Zeiten der Grafen von Nürburg soll sich hier ein Begräbnisplatz für die im Kampf umgekommenen Tiere befunden haben. | |      |
| 20,235 | Hohenrain                  | Hohenrain ist die Ackergrenze (Rain) einer hochgelegenen Fläche. | Die Hohenrain-Schikane wurde 1967 angelegt, vorher konnten die Fahrzeuge die hohe Geschwindigkeit von der Döttinger Höhe nahezu ungebremst auf die Start-Ziel-Gerade mitnehmen. In diesem Streckenabschnitt verläuft unterhalb der Strecke die L 93, die durch den Ort Nürburg führt. |      |

## Rennbetrieb
Der Saisonhöhepunkt auf der Nordschleife ist das 24-Stunden-Rennen für Tourenwagen, das auf der 25,378 km langen Kombination von GP-Strecke und Nordschleife durchgeführt wird. Hier nehmen rund 700 Amateure und Profis auf bis zu 190 Autos teil. Auf einer kürzeren Kombination von GP-Strecke und Nordschleife werden rund zehn Mal im Jahr mehrstündige VLN-Langstreckenrennen absolviert.
Ebenfalls an Samstagen finden die Breitensportveranstaltungen GLP und RCN statt, die sich auf die reine Nordschleife beschränken, sodass parallel andere Rennen auf der GP-Strecke ausgetragen werden können. Während es sich bei der RCN um eine Leistungsprüfung handelt, bei der Sprintrunden gegen die Uhr gefahren werden und die Teilnehmer eine nationale A-Lizenz des DMSB benötigen, ist die GLP eine Gleichmäßigkeitsprüfung. Hier besteht auf der Nordschleife die Möglichkeit, sich mit seinem eigenen Auto durch erfolgreiche Teilnahme an mehreren Veranstaltungen für eine Rennfahrer-Lizenz des DMSB bzw. der FIA zu qualifizieren.

## Rundenrekorde
Die schnellsten Rundenzeiten bzw. die höchsten Durchschnittsgeschwindigkeiten auf den unterschiedlichsten Streckenvarianten fanden immer wieder Beachtung. Fahrer wie Niki Lauda, Clay Regazzoni, Stefan Bellof und Helmut Dähne haben hier Bestmarken gesetzt. Am 29. Juni 2018 wurde der 35 Jahre alte Rundenrekord 6:11,13 Minuten von Stefan Bellof durch den Porsche-Werksfahrer Timo Bernhard in einem Porsche 919 Hybrid Evo und einer Fahrzeit von 5:19,546 Minuten deutlich unterboten. Zu diesem neuen Rekord bemerkte Porsches LMP1-Teamchef Andreas Seidl, dass es nicht um die Jagd nach der Rekordzeit, sondern um das Ausloten der maximalen Performance des Porsche 919 Hybrid Evo gegangen sei. Nach seinem neuen Rundenrekord würdigte Timo Bernhard als erstes ausdrücklich die „außergewöhnliche“ damalige Leistung seines Idols Stefan Bellof, „der alles aus seinem Auto herausquetschte, was ging und technisch möglich war“.

### Geschichte
Bereits in den 1930er-Jahren wurden publikumswirksame Rekorde aufgestellt und gebrochen. Insbesondere die symbolträchtige Unterbietung von vollen Minuten, die zuvor als unerreichbare „Mauern“ galten, brachte den Fahrern Ruhm und Ehre ein. So bewältigte Bernd Rosemeyer auf Auto Union 1936 als erster die 22,810 km unter zehn Minuten. Hermann Lang setzte 1939 auf einem Mercedes „Silberpfeil“ mit 9:43,1 Minuten eine Marke, die trotz Umbauten der Strecke erst 1954 Juan Manuel Fangio verbesserte. Die neun Minuten wurden erstmals 1961 von Wolfgang Graf Berghe von Trips unterboten. Bei den Tourenwagen fuhr erstmals Hubert Hahne 1966 mit einem BMW 2000 TI unter zehn Minuten oder im Schnitt schneller als 137 km/h, was BMW werbewirksam nutzte.
Die neue Bremsschikane Hohenrain verlängerte die Nordschleife 1967 um 25 m. Jim Clark verfehlte beim verregneten Großen Preis von Deutschland 1968 noch die „8-Minuten-Mauer“. Durch die neuen Heckflügel war jedoch absehbar, dass 1969 die meisten Piloten die Marke „knacken“ würden. Jacky Ickx fuhr die schnellste Runde in 7:45,9 Minuten und gewann das Rennen mit einem Durchschnitt von 174,4 km/h.
Durch Umbauarbeiten 1970/71 wurde die Nordschleife sicherer, aber auch deutlich schneller, ebenso wie die nun über Slicks und bessere Aerodynamik verfügenden Rennfahrzeuge. Die Sieben-Minuten-Marke rückte bald in greifbare Nähe, aber nur Niki Lauda auf Ferrari gelang es im Training 1975 als erstem und einzigen, diese mit 6:58,4 Minuten zu unterbieten. Den offiziellen Rundenrekord, der nur in einem Rennen aufgestellt werden kann, erzielte sein Teamkollege Clay Regazzoni mit 7:06,4 Minuten oder einem Schnitt von 192,8 km/h.
Im darauffolgenden Jahr bremsten Regeländerungen und wechselhaftes Wetter die Formel 1 ein, die nach 1976 nicht mehr zur Nordschleife zurückkehrte. Andere Rennkategorien wie Sportwagen, Tourenwagen und Formel 2 fuhren noch bis 1982 auf der kompletten Nordschleife, und Fahrer wie Klaus Ludwig, Manfred Winkelhock und Klaus Niedzwiedz kamen dem Rundenrekord trotz ganz anderer Fahrzeuge sehr nahe, brachen diesen aber nicht.
Stefan Bellof näherte sich dem Rekord bei seinem ersten Nordschleifen-Einsatz auf einem Formel-2-Wagen nach 7:06,51 Minuten in der zweiten Rennrunde des Eifelrennens, schied aber danach aus.

### Umbau
Während der Umbauarbeiten wurde die Nordschleife 1983 auf die heutigen 20,832 km verkürzt, dabei entfielen die beiden langen Geraden der Start-und-Ziel-Schleife und die Südschleife, um Platz für die neue Grand-Prix-Rennstrecke zu schaffen. Mit einer engen Rechtskurve nach der Hohenrain-Schikane wurde nun direkt auf die kurze Gerade Richtung Hatzenbach nach der früheren Nordkurve eingebogen. Eine dort aufgebaute Boxenanlage ermöglichte weiterhin die Durchführung von Rennen.
Der Vergleich mit früheren, nunmehr „ewigen“ Rundenrekorden kann fortan nur noch grob über die Durchschnittsgeschwindigkeiten gezogen werden, oder durch den Vergleich von ähnlichen Fahrer-/Fahrzeug-Kombinationen vor und nach dem Umbau. So brauchte etwa Tom Walkinshaw auf Jaguar XJS beim Großen Preis der Tourenwagen 1982 noch knapp über neun Minuten, während nach dem Umbau die acht Minuten zumindest im Training mit 7:56 Minuten unterboten wurden. Der Schnitt stieg dabei von 151 auf 155 km/h, was teils durch den Umbau, teils durch technischen Fortschritt bedingt sein mag.
Am 28. Mai 1983 fuhr Stefan Bellof im Werks-Porsche 956 C die einzige Nordschleifen-Runde mit einem Schnitt von über 200 km/h, genau genommen sogar über 202 km/h bzw. in 6:11,13 Minuten. Teamkollege Jochen Mass war mit 6:16,85 Minuten über fünf Sekunden langsamer und blieb knapp unter der 200-km/h-Marke. Ein offizieller Rundenrekord kann jedoch nur im Rennen aufgestellt werden. Hier erzielte Bellof am 29. Mai 1983 eine Zeit von 6:25,91 Minuten, bevor sein Wagen am Pflanzgarten Unterluft bekam und sich überschlug.
Damit lag er über dem 1975er Rekord-Schnitt von Clay Regazzoni im Formel 1, den auch Christian Danner im Eifelrennen 1983 der Formel 2 mit 6:28,03 Minuten unterbot.
Nach der Eröffnung der GP-Strecke 1984 fuhren die Profi-Rennserien nur noch dort. Die Nordschleife wurde weiterhin mit Veranstaltungen für Amateure benutzt, insbesondere 24-Stunden-Rennen, VLN und RCN.
Am 29. Juni 2018 gelang es Timo Bernhard mit dem Porsche 919 Hybrid Evo, den Rekord von Stefan Bellof mit einer Zeit von 5:19,546 zu brechen.

### Motorrad
Den absoluten Motorrad-Rekord stellte Marco Lucchinelli 1980 auf seiner 500-cm³-Suzuki auf, mit 8:22 Minuten bzw. einem Schnitt von ca. 163 km/h. Etwas langsamer, mit knapp unter 160 km/h, war Helmut Dähne bei der offiziell schnellsten Motorrad-Runde auf der 20,8-km-Variante der Nordschleife am 22. Mai 1993 unterwegs: Die 7:49,71 Minuten mit seiner straßenzugelassenen Honda RC30 werden ewiger Rekord bleiben, da die sogenannten Zuverlässigkeitsfahrten im Jahr darauf aus Sicherheitsgründen eingestellt wurden, somit keinerlei Motorrad-Wettbewerbe mehr auf der Nordschleife stattfinden.

### Tourenwagen-Rennen

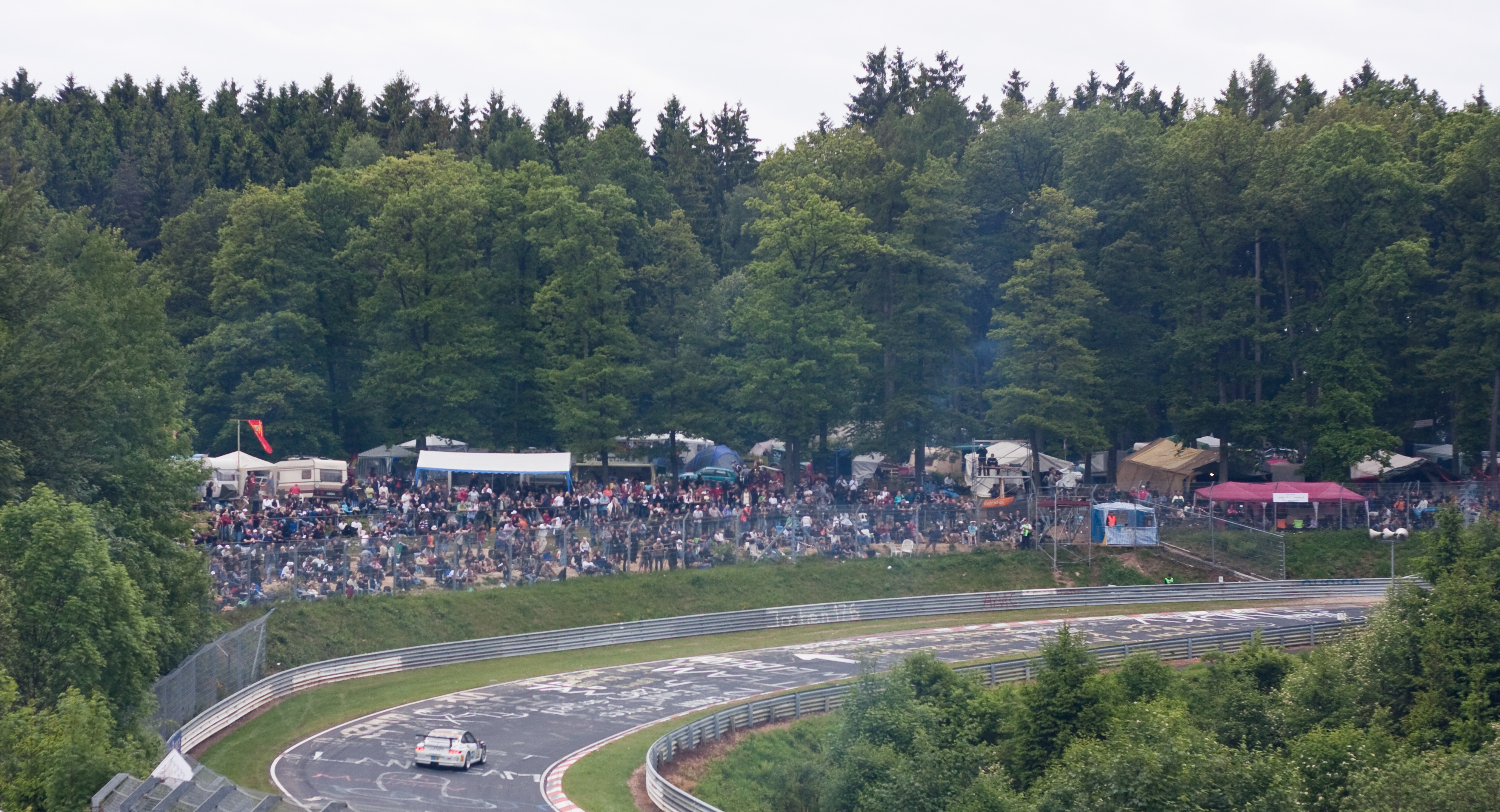
Zuschauerränge am Streckenabschnitt Brünnchen

Langstreckenrennen für Tourenwagen gibt es weiterhin, wobei allerdings beim 24-Stunden-Rennen und in der VLN die großen modernen Boxenanlagen genutzt werden und dabei diverse Streckenvarianten ohne und mit diversen Ausbaustufen der GP-Strecke befahren wurden. Es gab Streckenlängen von 20,832 km über 20,9, 22,8, 23,8, 24,4, 25 bis knapp 26 km Länge, sodass die Zeiten und auch Durchschnittsgeschwindigkeiten nur schwer vergleichbar sind. Von 1988 bis 1993 fuhr auch die DTM auf der Nordschleife und steigerte in dieser Zeit die Geschwindigkeiten beträchtlich.
Seit der VLN-Reglementänderung von 1999 können wieder deutlich schnellere Fahrzeuge eingesetzt werden, die Schnitte von über 170 km/h erzielen. So erreichte Uwe Alzen in einem Alzen-Porsche 996 Bi-Turbo in der Saison 2005 einen Schnitt von ca. 180 km/h, was auf der reinen Nordschleife einer Zeit von deutlich unter 7 Minuten entspricht. Der Rundenrekord des RCN wurde von seinem Bruder Jürgen Alzen 2008 mit 7:00 Minuten aufgestellt.
Rennfahrzeuge in der VLN usw. können zwar profillose Rennreifen einsetzen und müssen nicht StVZO-konform sein, unterliegen jedoch anderen regelbedingten Beschränkungen, insbesondere einer Leistungsbeschränkung durch Hubraum, Ladedruck oder Luftmengenbegrenzer sowie einer auf der Nordschleife besonders niedrigen Lärmbegrenzung. Sie müssen ein Mindestgewicht aufweisen, in der größten Klasse bis 6200 cm³ 1350 kg, bis 4000 cm³ noch 1250 kg. Damit müssen z. B. Porsche aus dem Carrera Cup und DTM-Rennwagen ca. 100 kg Ballast einladen. Straßenfahrzeuge dagegen dürfen deutlich leichter sein und müssen zudem keinen mehrstündigen Wettbewerb durchstehen.
Seit 2015 trägt die Tourenwagen-Weltmeisterschaft im Rahmen des 24-Stunden-Rennens zwei Sprintrennen aus.

### Straßenfahrzeuge
Im Rahmen der Gleichmäßigkeitsprüfungen GLP auf der Nordschleife müssen Rundenzeiten im Rahmen von 16:00 bis 11:15 Minuten (Stand 2025) gefahren werden, was Schnitten von 80 bis 110 km/h entspricht (zumindest im Zeitraum 2000 bis 2007) waren noch Zeiten von 10 Minuten erlaubt, Schnitt 125 km/h). Ersteres ist mit einem Kleinwagen mit relativ normaler Fahrweise erreichbar, für Letzteres muss schon Streckenkenntnis vorhanden sein und ein flottes Fahrzeug engagiert bewegt werden. Sabine Schmitz schaffte 2009 die unvollständige BTG-Runde (Bridge to Gantry ohne ca. 1,73 km auf der Gerade Döttinger Höhe zwischen Gerüstbrücke für Werbung und Antoniusbuche-Straßenbrücke, bei 180 km/h ca. 35 Sekunden) für die Fernsehsendung Top Gear in einem rechtsgesteuerten älteren Lieferwagen (Ford Transit ’00 Diesel mit 136 PS) in 10:23 im ersten Versuch mit Beifahrer, ohne Ballast 10:08 Minuten.

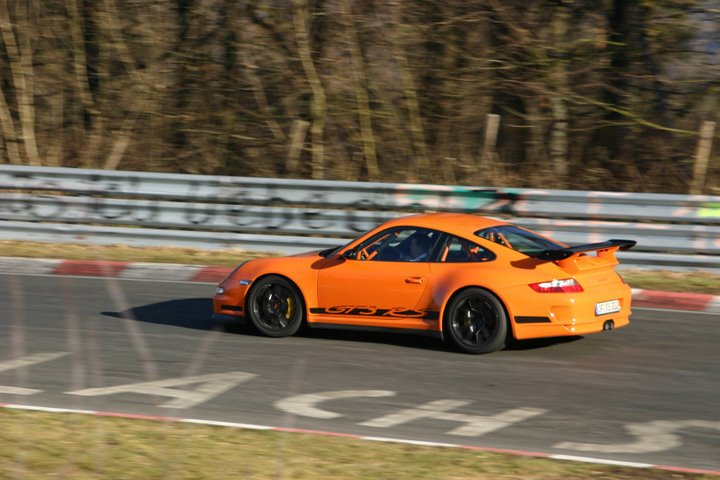
Der Porsche 997 GT3 RS (hier im „Adenauer Forst“) umrundete im Rahmen des sport auto Supertest die Nordschleife in 7:48 min.

Noch Mitte der 1990er-Jahre war das Unterbieten der 8-Minuten-Grenze nur wenigen Straßenfahrzeugen vorbehalten, wobei zudem Profi-Rennfahrer am Steuer nötig waren. Der Sportwagenhersteller Porsche reklamierte 1999 eine von Walter Röhrl gefahrene Rundenzeit von 7:56 Minuten für das im selben Jahr erschienene und 265 kW starke, sportliche 911er Modell 996 GT3. Seit einigen Jahren publizieren auch einige andere Hersteller und Tuner Rundenzeiten ihrer Produkte auf der Nordschleife, wobei die Randbedingungen oft unklar bleiben, insbesondere die verwendeten Reifen. Ein seit 1997 etabliertes unabhängiges Kriterium ist die beim sogenannten „Supertest“ der Zeitschrift sport auto absolvierte Nordschleifenrunde (mit nur 20,6 km), zumal diese zunächst meist vom gleichen Fahrer gefahren wurde, dem ehemaligen Chefredakteur Horst von Saurma. Jedoch kann dabei im Rahmen der sogenannten Industrietestfahrten der etwa 200 m lange Bereich an der Tribüne T13 aufgrund der dortigen Zufahrt/Ausfahrt nicht mit voller Geschwindigkeit durchfahren werden, sodass die Zeiten schon vor der letzten Rechtskurve an T13 gestoppt werden und um einige Sekunden geringer ausfallen als in einer vollen fliegenden Runde.
Mit von diversen Tunern gestellten leistungsstarken Porsche Turbo wurden mehrfach Zeiten im Bereich von 7:40 Minuten erzielt, was lange als das Limit für straßenbereifte Autos angesehen wurde. Den enormen Aufwand, der dabei betrieben wurde, verdeutlicht die Tatsache, dass vorher das Profil neuer Reifen auf das Mindestmaß abgeschliffen wurde, um maximalen Grip zu erhalten. Ab 2001 hielten lange Zeit Wolfgang Kaufmann und ein Gemballa-Turbo-Porsche den Rekord mit 7:32,52 Minuten. Ein erfahrener Profi wie Roland Asch verunfallte gar beim Versuch, diese Rekordmarke zu unterbieten.
Mit 7:32,34 Minuten (Durchschnittsgeschwindigkeit: 164 km/h) wurde mit dem Supersportwagen Porsche Carrera GT am 21. September 2004 im Rahmen des sport auto-Supertest dieser Rekord ganz knapp unterboten. Schon am 24. Oktober 2004 jedoch wurden mit 7:18,01 Minuten neue Maßstäbe gesetzt, von Michael Düchting in einem Donkervoort RS. Dieses extrem leichtgewichtige Fahrzeug mit freistehenden Vorderrädern, das auf dem Design des Lotus Seven der 1950er-Jahre basiert, hat trotz der großen Flügel und anderer Rennwagentechnik eine deutsche Straßenzulassung erhalten. Zudem wurden mit sogenannten Sportreifen straßenzugelassene Reifen verwendet, die üblicherweise nur für Wettbewerbszwecke (Rallye, Slalom) an DMSB-lizenzierte Motorsportler abgegeben wurden. Sie weisen zwar den gesetzlich geforderten Negativprofilanteil von 17 % auf, sind aber wie Rennreifen im Verschleiß und insbesondere der Haftung bei Nässe herkömmlichen Straßenreifen mit sportlicher Ausrichtung deutlich unterlegen. Beim BMW M3 CSL verringerte diese Sonderausstattung die Rundenzeit um rund 20 Sekunden auf 7:50 Minuten.
Mit Patrick Simon erzielte ein Porsche 996 GT2 Turbo von EDO-Competition, der trotz Renntechnik eine offizielle Straßenzulassung aufweist, mit Hilfe solcher Pirelli-Reifen sowie eines Gewindefahrwerks am 4. August 2005 eine Zeit von 7:15,63 Minuten. Michael Düchting holte sich allerdings die sport-auto-Trophy mit einer Zeit von 7:14,89 Minuten noch im November desselben Jahres zurück.
In der Zwischenzeit, am 28. September 2005 fuhr Michael Vergers auf einem Radical SR8 eine Runde in 6:56,01 Minuten. Für die Masse von nur 600 kg stehen 265 kW (360 PS) bereit, aus einem 2,6-Liter-V8-Motor, der aus zwei zusammengebauten Hayabusa-Motoren besteht. Das Gewicht ist ähnlich gering wie beim Donkervoort, jedoch basiert dieser auf einer Frontmotor-Konstruktion aus den 1950er Jahren, während der Radical, wie der Name andeutet, wie ein moderner Rennwagen mit Mittelmotor und effektiven aerodynamischen Hilfen konstruiert ist. Er hat zwar eine britische Einzelzulassung (Single Vehicle Approval) bekommen, aber keine deutsche Straßenzulassung, weswegen ihm von sport auto die Trophy für die Bestleistung von in Deutschland straßenzugelassenen Fahrzeugen nicht zuerkannt wurde. Auch der SR8 war mit straßenzugelassenen Sportreifen ausgestattet (Dunlop Direzza D02G, Vorderachse 195/65 R 15, Hinterachse 225/45 R 16). Kritiker dieses Standpunktes vertreten die Auffassung, dass durch die britische Zulassung eine EU-weite Straßenzulassung bestünde. Nach Aussage des Teams von Vergers hätte die Runde mit Slicks noch etwa 30 Sekunden schneller gefahren werden können, womit man in den Bereich der Rennrekorde von 1983 käme.
Am 13. August 2009 wurde der Rekord für straßenzugelassene Fahrzeuge von Florian Gruber in einem Gumpert Apollo Sport auf 7:11,57 Minuten verbessert.
Im September 2013 unterbot Porsche-Werksfahrer Marc Lieb diesen Rekord mit dem Porsche 918 Spyder. Der Hybrid-Supersportler leistet insgesamt 652 kW (886 PS) und fuhr mit der speziell für diesen Porsche entwickelten Serienbereifung. Mit einer Rundenzeit von 6:57 Minuten unterbot der Porsche 918 Spyder den damaligen Rekord um 14 Sekunden und schaffte eine Durchschnittsgeschwindigkeit von 179,5 km/h. Damit ist der Porsche das erste Serienfahrzeug, das die Nordschleife in weniger als sieben Minuten umrundet hat.
Am 5. Oktober 2016 erzielte der Lamborghini-Testfahrer Marco Mapelli in einem Lamborghini Huracán Performante eine neue schnellste Rundenzeit, die bei 6:52,01 Minuten lag. In den sozialen Medien gab es anfangs viele Zweifler, die später durch Veröffentlichung der Telemetriedaten überzeugt wurden.
Im Mai 2017 erzielte Peter Dumbreck in einem nicht straßenzugelassenen, rein elektrischen 1 MW starken Nio EP9 eine Zeit von 6:45,9 Minuten. Nur Tage später erreichte Kenny Bräck in einem Prototyp des McLaren P1 GTR, der während der Fahrt nicht in straßenzugelassenem Zustand war, eine Zeit von 6:43,22 Minuten auf der 230 m kürzeren Teilstrecke.
Am 20. September 2017 stellte der Porsche-Testfahrer und Werks-Rennfahrer Lars Kern einen neuen Rekord für straßenzugelassene Fahrzeuge mit einem Porsche 911 GT2 RS über 6:47,3 Minuten auf. Damit löste Porsche Lamborghini als Rekordhalter nach weniger als einem Jahr wieder ab und übertraf den eigenen Rekord aus dem Jahr 2013.
Mit einem Lamborghini Aventador SVJ und einer Rundenzeit von 6:44,97 Minuten schlug der Lamborghini-Testfahrer Marco Mapelli den Rekord für straßenzugelassene Serienfahrzeuge am 26. Juli 2018. Somit fand das Hin- und Herspiel zwischen Porsche und Lamborghini eine Fortsetzung, da Lamborghini damit den zuvor von Porsche geknackten Rekord ebenfalls nach weniger als einem Jahr wieder brach.
Am 25. Oktober 2018 stellte ein von Manthey-Racing modifizierter Porsche 911 GT2 RS MR abermals einen neuen Rundenrekord für straßenzugelassene Sportwagen auf der Nürburgring-Nordschleife auf. Der Wagen, erneut pilotiert von Lars Kern, umrundete die Strecke in einer Zeit von 6:40,3 Minuten und unterbot so den bestehenden Rekord für Straßenfahrzeuge um über 4,6 Sekunden.
Am 28. Oktober 2022 erreichte Maro Engel in einem Mercedes-AMG One mit einer offiziell gemessenen Zeit von 6:35,183 min einen neuen Rekord für Serienfahrzeuge mit Straßenzulassung sowie in der Kategorie Supersportwagen. Knapp zwei Jahre später, am 2. Oktober 2024, verbesserte er im gleichen Fahrzeug die eigene Bestzeit auf nun 6:29,090 min.

## Touristenfahrten

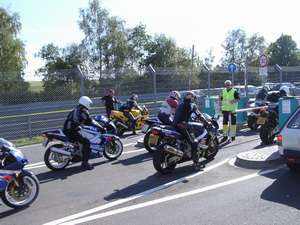
Andrang vor der Zufahrt an der „Döttinger Höhe“

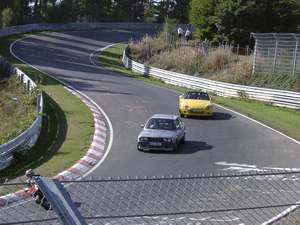
Anfahrt Streckenabschnitt „Brünnchen“ an einem Samstagnachmittag, im Vordergrund der massive FIA-Drahtzaun zum Schutz der Zuschauer

Wenn keine Rennveranstaltungen oder Testfahrten stattfinden, kann man seit der Eröffnung 1927 gegen eine Gebühr die Strecke mit seinem Privatwagen befahren (sogenannte Touristenfahrten). Für diese Nutzung ist die Nordschleife an der Hauptzufahrt mit Zeichen 331 als Kraftfahrstraße ausgeschildert. Die Bedarfszufahrt in Breidscheid wurde 2021 für Touristenfahrten geschlossen und wird seitdem ausschließlich von Einsatzfahrzeugen genutzt.
Früher durfte jedes straßenzugelassene Kraftfahrzeug, das wie bei Kraftfahrstraßen erforderlich eine bauartbedingte Mindestgeschwindigkeit von 60 km/h erreicht, eine Runde fahren. Inzwischen müssen Fahrzeuge eine bauartbedingte Höchstgeschwindigkeit von mindestens 130 km/h aufweisen und dürfen nicht mehr als 3,5 Tonnen zulässiges Gesamtgewicht haben. Unabhängig vom Gesamtgewicht dürfen Fahrzeuge wie Pick-Ups oder Transporter, „die nicht dem fahrdynamischen Charakter eines PKW entsprechen“, nicht mehr an den Touristenfahrten teilnehmen. Außerdem gelten die Straßenverkehrs-Ordnung, die Fahrzeug-Zulassungsverordnung und eine zusätzliche, überwachte Beschränkung des Schalldruckpegels bei Vorbeifahrt auf 130 dB(A). Fahrzeuge mit roten Nummernschildern und Fahrzeuge, die bei einer Nahfeldmessung lauter als 95 dB(A) sind, dürfen die Strecke nicht befahren. Aufgrund von Sicherheitsbedenken sind seit der Saison 2025 Motorradfahrer von Touristenfahrten auf der Nordschleife ausgeschlossen.
Laut einem Interview 2006 mit dem Leiter der Polizeiinspektion Adenau ist die Nordschleife während der Touristenfahrten Teil des öffentlichen Verkehrsraums und werde dementsprechend auch durch die Polizei kontrolliert. Das Verkehrsministerium des Landes Rheinland-Pfalz antwortete im Jahr 2017 auf eine private Anfrage, dass es die Nordschleife auch während der Touristenfahrten nicht als öffentliche Straße im Sinne des Straßenrechts sieht, wodurch die Regeln der Straßenverkehrs-Ordnung dort nur durch die AGB der Touristenfahrten gelten würden. Es gilt das Rechtsfahrgebot sowie das Verbot, rechts zu überholen. Das Befahren der Ideallinie in Gegenwart Anderer bleibt den Teilnehmern von Rennen und anderen geschlossenen Veranstaltungen vorbehalten. Da die Strecke nicht durch geschlossene Ortschaften führt, gilt zwar keine generelle Geschwindigkeitsbeschränkung, aber im Bereich der Ein- bzw. Ausfahrten sowie der Ortschaften Nürburg und Breidscheid wurden aus Sicherheits- und Lärmschutzgründen Tempolimits ausgewiesen.
Die 1983 eingerichtete Zufahrt im Bereich der Tribüne 13 (km 0 in der Streckenbeschreibung) neben der damals neuen Grand-Prix-Strecke war Mitte der 1990er-Jahre dem Andrang nicht mehr gewachsen, da sich auf dem engen steilen Zufahrtsweg Staus bildeten, so dass Fahrzeuge auch nicht mehr ausfahren konnten. Zudem wurde der Verkauf von Fahrkarten sowie die Kontrolle der ein- bzw. durchfahrenden Fahrzeuges von meist nur einem Mitarbeiter durchgeführt. Deswegen wurde 1998 eigens ein neuer Zufahrtsbereich neben der langen Geraden (Döttinger Höhe, km 17,260 in der Streckenbeschreibung) eingerichtet, mit großem Parkplatz, Restaurant und drei Mautschranken sowie Fahrkartenautomaten. Auch dieser Platz ist an Wochenenden mit gutem Wetter stark überfüllt, Fahrzeuge stauen sich bis auf die Landstraße zurück.
Der Ausbauzustand ist, abgesehen von der langen, etwa vier Fahrspuren breiten Geraden Döttinger Höhe, historisch bedingt eher nicht mit einer üblichen Kraftfahrstraße zu vergleichen, sondern mit einer kurvigen und unebenen Landstraße. Hinter jeder Kurve oder Kuppe kann ein langsames Fahrzeug, wie etwa ein Reisebus, ein Wohnmobil, ein Pkw mit Wohnwagen-Anhänger, ein Motorroller etc. mit geringer Geschwindigkeit unterwegs sein, insbesondere in den teils steilen Bergpassagen. Gleichzeitig sind jedoch viele Piloten mit guter Streckenkenntnis – oft im Besitz einer Jahreskarte – und schnellen Fahrzeugen mit Geschwindigkeiten über 200 km/h unterwegs, sodass gegenseitige Rücksichtnahme dringend erforderlich ist.
Um Vergleichszeiten für die eigenen Runden zu erhalten oder sich mit anderen Fahrern zu messen, obwohl keine vollen Runden gefahren werden können, wird zur Zeitmessung die BTG-Zeit (Bridge to Gantry) herangezogen. Dabei wird die Fahrzeit von der Brücke nach der Touristenauffahrt (Antoniusbuche) bis zu der Gitter-Brücke für Werbeplakate nach dem Galgenkopf, wiederum auf der Döttinger Höhe, gemessen. Dabei sei allerdings erwähnt, dass bereits das Mitführen von Stoppuhren während der Touristenfahrten verboten ist und zum Hausverbot führen kann. Gleiches gilt für Kameras, mit denen die eigene Fahrt als Andenken oder zur nachträglichen Zeitnahme aufgezeichnet werden soll, da damit auch schon Unfallbilder verbreitet wurden.
Während der Touristenfahrten besteht auch die Möglichkeit, die Strecke im Ringtaxi (klassischerweise ein BMW M5 oder aktuell ein Porsche 911 GT3) zu befahren. Das Taxi wurde u. a. von Rennfahrern wie der VLN-Meisterin des Jahres 2005 Claudia Hürtgen, Hans-Joachim Stuck und bis zum Jahr 2010 von der zweifachen Siegerin des 24-Stunden-Rennens Sabine Schmitz pilotiert.
Vergleichbar mit ähnlich anspruchsvollen Landstraßen kommt es immer wieder zu Unfällen, von relativ harmlosen Drehern bis zu Leitplankenkontakten mit Personenschäden, die den Einsatz von Abschleppwagen, Feuerwehr oder gar Rettungshubschraubern erforderlich machen. Die Strecke kann dabei für mehrere Stunden gesperrt bleiben.
An Tagen, an denen Touristenfahrten stattfinden, stehen neben Zuschauern meist auch eine ganze Reihe von Hobby-Fotografen entlang der Strecke, die die vorbeifahrenden Fahrzeuge fotografieren oder filmen.

## Simulationen
Bereits 1998 wurde die Nordschleife (auf dem Stand der Automobil-Weltmeisterschaft 1967) im Rahmen der damaligen technischen Möglichkeiten detailgetreu in Grand Prix Legends für den PC umgesetzt. Eine Demo-Version des Spiels wurde auf einer CD dem offiziellen Nürburgring Magazin 1999 beigelegt bzw. später von einem PC-Magazin verkauft.
Für andere Rennspiele entwickelten Fans – anfangs oft auf Basis der Streckendaten von Grand Prix Legends – inoffizielle Streckenführungen der Nordschleife, wie beispielsweise für die Simulationen rFactor und GTR. Mitte der Nullerjahre zogen die Software-Anbieter nach und integrierten die Nordschleife in vielen Simulationen auf PC oder Spielkonsolen.
Für Gran Turismo 5, das am 24. November 2010 erschien, wurde die Strecke erneut vermessen und weitgehend vervollständigt, mit Grußtexten der Fans auf der Fahrbahn und diversen Streckenvarianten. Heute werden millimetergenaue Laserscans und offiziell lizenzierte Vermessungsdaten des Rennstreckeneigentümers verwendet.